# أليسون بروكس (مهندسة معمارية)
أليسون بروكس هي مهندسة معمارية كندية، ولدت في 1962 في تورونتو في كندا.

## وصلات خارجية
- الموقع الرسمي